# Скумско езеро
Скумското езеро (на гръцки: Λίμνη Βράχου, Лимни Враху) е изкуствено езеро, разположено в Северна Гърция, на територията на дем Хрупища (Аргос Орестико).

## Местоположение
Езерото е разположено на приток на река Галешово в севернните склонове на планината Одре (Ондрия), на височина от 950 m в областта Костенария (Кастанохория), на 24 km югозападно от Хрупища (Аргос Орестико). Носи името на разположеното на километър западно от него село Скумско (Врахос).

## Характеристики
Езерото е създадено в 2010 година с цел да се решат проблемите с водоснабдяването и напояването в района, но с появата му се създадава уникална зона за отдих и то подпомага туристическото развитие на района.
Площта на язовира е 6500 декара. Изградена е и специална станция за филтриране на водата. Най-голямата дълбочина на езерото е 35 m.